# کاکوجو
شاهزاده کاکوجو (به ژاپنی: 覚恕 かくじょ); ۲۵ ژانویهٔ ۱۵۲۲ – ۲۵ ژانویهٔ ۱۵۷۴) یک شاهزاده امپراتوری ژاپن فرزند امپراتور گو-نارا در دوره سنگوکو بود. کاکوجو قدرتمندترین فرد فرقه تندای (تندای زاسو) در معبد انریاکو در کوه هیئی بود که دشمن خاندان آساکورا بود. برادرش یا برادر ناتنی اش امپراتور اوگیماچی بود.